# Región de Los Llanos
La Región de Los Llanos es una región político-administrativa ubicada en la zona central de Venezuela. Es una de las regiones más representativas del país, caracterizada por sus vastas planicies, su cultura ganadera y su influencia en la identidad nacional. Se extiende por varios estados y constituye un ecosistema de sabana tropical con estaciones bien definidas de lluvias y sequía. 

## Historia
En el año 1969 se inicia el proceso más reciente de regionalización de Venezuela a través de CORDIPLAN, durante el primer periodo de presidencia de Rafael Caldera.
En los años 70, se conforma la Región de Los Llanos Centrales, la cual comprendía los estados. Guárico, Cojedes y Apure (exceptuando el para entonces Distrito Páez, hoy Municipio Páez), así como el Distrito Arismendi del estado Barinas y el Distrito Urdaneta del estado Aragua.
Más tarde, en los años 80, el estado Cojedes se uniría a los estados Carabobo y Aragua (íntegramente) para conformar la Región Central. y el Municipio Arismendi del estado Barinas se une a la Región de Los Andes; adquiriendo desde entonces su denominación actual. 
Solo el Municipio Páez del estado Apure pertenece a una región distinta en la actualidad.

## Geografía
Se divide en tres subregiones principales:
- Llanos occidentales: Comprenden los estados Apure, Barinas y Portuguesa, y son los que más comúnmente se identifican con la imagen tradicional de los llanos venezolanos.
- Llanos centrales: Ubicados en los estados Guárico y Cojedes, en el centro del país.
- Llanos orientales: Se extienden por buena parte de los estados Anzoátegui y Monagas.

Los llanos altos se encuentran al pie de los Andes y son unas tierras muy ricas para el cultivo.
Los llanos bajos, básicamente por debajo de los 100 m s. n. m. (Metros Sobre el Nivel del Mar), se inundan durante la época de lluvias o invierno y tienen muchos ríos, paralelos entre sí y que cambian de curso frecuentemente, por acción de las dunas movidas por los vientos durante la sequía (verano). o, más  frecuentemente. por procesos de avulsión que son los cambios de curso por fenómenos de desbordamiento o migración fluvial durante la época de lluvias.
El río Apure cruza de oeste a este los llanos occidentales, siendo alimentado su torrente en el norte por las afluencias de los ríos Uribante, Sarare, Caparo, Suripa, Ticoporo, Canaguá, Mamparo, Santo Domingo, Portuguesa y Guárico. Al sur y al este se encuentran los ríos Meta, Cinaruco, Capanaparo. Arauca y Arichuna, al mismo tiempo que, yendo hacia el este, los ríos Guariquito, Manapire, Zuata, Pao y Caris también se van sumando al cauce del gran río Orinoco, desde su vertiente norte.

## Economía
La Economía de la región llanera está dominada por actividades como la agricultura y la ganadería y en menor medida actividades como el turismo. Sin embargo, sigue siendo una región netamente rural y poco poblada.
La zona de especial importancia para la agricultura y la ganadería del país, sobre todo en lo referente al ganado vacuno, porcino y caprino. La actividad agropecuaria era aún mucho más decisiva antes de 1917, año en que empezó a tomar auge la explotación del petróleo. Sin embargo, más adelante y a causa del éxodo rural, el sector primario perdió importancia a nivel nacional, pero mantiene relativo auge en la región.
La degradación y destrucción del ecosistema como consecuencia de la deforestación incontrolada, la extracción de áreas de los cauces de ríos importantes, el represamiento inadecuado de aguas, agrícola basados en la tala y la quema

## División Política

### Estado Guárico
Está ubicado en el centro del país, en la región de Los Llanos, limitando al norte con Carabobo, Aragua y Miranda, al este con Estado Anzoátegui, al sur con Bolívar y Apure, y al oeste con Barinas y Cojedes. Con casi 65 000 km² es el cuarto estado más extenso —por detrás de Bolívar, Amazonas y Apure—, con 746 174 habs. en 2011, el noveno menos poblado.

### Estado Apure
Apure, este es el estado llanero más grande de la región debidamente sus llanos se dividen en tres grandes partes el llano bajo, medio, y alto, así comprendido como el bajo Apure, el medio Apure y el Alto Apure. Sus principales actividades económicas son la ganadería seguida por la agricultura y pesca, el estado es pobre en producción con solo el 11% de todo su territorio está en producción. Las ciudades más importante son: San Fernando de Apure, Achaguas, Elorza y Guasdualito, aunque esta última se considera de la región político-administrativa los Andes.
El estado está surcado por numerosos ríos de gran longitud y anchura, todos los cuales son parte de la cuenca del Orinoco. El Apure, el más importante de ellos, es así mismo el principal afluente venezolano del Orinoco desde su margen izquierda, y el segundo más largo del país: recorre unos 1000 km entre su nacimiento y su desembocadura. El sector ganadero se especializa básicamente en la producción bovina concentrando cerca del 30% de las cabezas de ganado de todo el territorio nacional.

### Estado Barinas
Aunque esta entidad federal políticamente le pertenece a la Región de los Andes, gran parte del estado posee un relieve plano característico de los Llanos, con una elevación por debajo de los 100 m s. n. m., aquí se encuentra la ciudad de Barinas, la más grande de los llanos venezolanos. Geográficamente solo los Municipios Arismendi, Sosa, Rojas, Obispos, Alberto Arvelo Torrealba y Barinas pertenecen a la Región Los Llanos, destacando su clima, biodiversidad, gentilicio y altitud, así como folcklore e identidad, localidades como Arismendi, Obispos, Libertad, Ciudad de Nutrias, Sabaneta o Barinas son propiamente llaneras.
La economía de este estado se basa principalmente en la ganadería, posee un número elevado de cabezas de ganado, que lo colocan entre los estados de mayor producción del país. Tiene gran importancia la ganadería de bovinos con aproximadamente 2.000.000 de cabezas, tanto de ganado de carne como de leche, que han dado movilidad a importantes industrias pecuarias y de productos lácteos, con una producción diaria de cerca de 600.000 litros de leche. Asimismo cabe destacar su diversificada agricultura con cultivos de arroz, sorgo, algodón, plátanos, tabaco, yuca y ajonjolí. A un alto costo ecológico y de destrucción ambiental se efectúa la explotación maderera de las reservas forestales de Ticoporo y Caparo, desenvolviéndose la industria maderera en Socopó. El estado Barinas es la segunda entidad del país en cuanto a la producción de madera en rola, aportando el 22% de la producción nacional.